# Deinvillers
Deinvillers är en kommun i departementet Vosges i regionen Grand Est (tidigare regionen Lorraine) i nordöstra Frankrike. Kommunen ligger i kantonen Rambervillers som tillhör arrondissementet Épinal. År 2022 hade Deinvillers 55 invånare.

## Befolkningsutveckling
Antalet invånare i kommunen Deinvillers
| Referens: INSEE |